# انواع حجاب
این جدول انواع حجاب، سبک‌های پوشیدن لباس را توصیف می‌کند که به طور اصطلاحی با واژه حجاب مرتبط هستند.
کلمه عربی "حجاب" می‌تواند به معانی مختلفی مانند "پوشش، پیچیدن، پرده، حجاب، صفحه، تقسیم" ترجمه شود. در قرآن، این واژه به مفاهیم جدایی، حفاظت و پوشش در هر دو معنای واقعی و مجازی اشاره دارد. به تدریج، این کلمه در معنای خود تکامل یافته و اکنون معمولاً به حجاب زنان مسلمان اشاره می کند. در زبان انگلیسی، این اصطلاح عمدتاً به پوشش سر زنان و اصول مذهبی زیرین آن اشاره دارد. همه مسلمانان اعتقاد ندارند که حجاب در اسلام الزامی است.
| نام                           | تصویر   | توضیحات |
| ----------------------------- | ------- | --- |
| چادر عربی                     |         | پوشاکی بلند و مانند عبا که تمام بدن را به جز سر، پاها و دست‌ها می‌پوشاند. معمولاً با روسری یا (به‌ویژه در عربستان سعودی) دستکش و روبنده پوشیده می‌شود. |
| الامیره                       |         | یک نوع حجاب است که معمولاً شامل یک روسری دو تکه است. این نوع حجاب به طور خاص طراحی شده است تا به راحتی بر روی سر قرار گیرد. این سبک حجاب در بسیاری از کشورهای عربی و اسلامی محبوب است و به دلیل سادگی و راحتی‌اش مورد توجه قرار دارد. |
| پوشیه                         |         | این نوع حجاب که به پیشانی گره می‌خورد و تمام صورت را می‌پوشاند، بدون برش برای چشم‌ها است؛ به جای آن، پارچه به اندازه‌ای نازک است که می‌توان از آن دید. این نوع حجاب به‌ویژه در کشورهای حاشیه خلیج فارس محبوب است و به عنوان نمادی از حجاب اسلامی شناخته می‌شود.                                                                                                |
| حجاب اسلامی (بخنق)            |         | این نوع حجاب مشابه خیمار ۲ است، اما فقط تا سینه پایین می‌آید. اگر در لبه آن گلدوزی وجود داشته باشد، به آن "حجاب امیره" نیز گفته می‌شود . این حجاب به دلیل طراحی خاصش، به زنان امکان می‌دهد که در عین حال که حجاب اسلامی را رعایت می‌کنند، ظاهری زیبا و شیک داشته باشند.                                                                                     |
| بتوله برقع شرق عربستان        |         | زنان در امارات متحده عربی، عمان، قطر و عربی جنوب ایران آن را می پوشند. این سنت در نسل های جدید تقریباً از بین رفته است. زنان مسن‌تر از 50 سال، و کسانی که در مناطق روستایی زندگی می‌کنند هنوز هم دیده می‌شوند که آن‌ها را می‌پوشند. |
| برقع، چادری یا چادر بنگالی    |         | سنتی آسیای مرکزی لباس بیرونی به سبکی که تمام بدن را می‌پوشاند و دارای توری روی صورت است که زن از طریق آن نگاه می‌کند. از نظر سبک و عملکرد بسیار شبیه به سایر سبک‌های آسیای مرکزی مانند پارانجا است. برقع یا چادری بنگالی به طور سنتی در چچن و ازبکستان پوشیده می‌شد و توسط سلفی‌ها به افغانستان منتقل شد.                                                    |
| چادر                          |         | یک لباس بیرونی سنتی ایران (که در کشورهای دیگر نیز می پوشند) که سر و بدن را می پوشاند و نیم دایره تمام قد از پارچه است اما به زمین می آید. برای دست ها چاک ندارد و با دست ها، دندان ها بسته می شود یا به سادگی زیر بازو پیچیده می شود. |
| الچک                          |         | عمامه سفید که به طور سنتی توسط زنان قرقیز استفاده می‌شود و در حال حاضر برای مناسبت‌های خاص استفاده می‌شود. |
| حایک                          |         | نوعی روبنده در شمال آفریقا که تمام بدن را می‌پوشاند و اغلب برای پوشاندن مو دور سر پیچیده می‌شود؛ اغلب با یک «آجار» یا یک پوشش صورت کوتاه و شبیه دستمال همراه می‌شود. |
| حجاب حجاب                     |         | ممکن است به هر پوشش سر اشاره داشته باشد. حجاب را ببینید |
| جیلباب (1) جلباب              | "عمومی" | اصطلاحی که در قرآن (سوره احزاب، آیه 59) برای لباس بیرونی به کار رفته است. در اندونزی اصطلاح «جلباب» منحصراً به پوشش سر اشاره دارد. |
| جلباب (2)                     |         | نوعی لباس بیرونی که شبیه بارانی یا پالتوی بلند است. |
| کلپاک                         |         | سرپوش سنتی زنان مجرد در قزاقستان، کاراکالپاکستان و قرقیزستان. |
| Kalfak (ru:Kalfak، tt:Kalfak) |         | سرپوش سنتی زن تاتار. |
| کشمائو (ba:Ҡашмау، ru:کاشماو) |         | سرپوش سنتی زن باشکرها. |
| کلاغایی                       |         | روسری سنتی زنانه آذربایجانی. |
| Kerudung                      |         | اگرچه شبیه به مالزیn tudong (زیر)، اندونزیn kerudung مدرن معمولا شامل یک گیره سفت در بالای چشم است. |
| خمار (1) خمار                 | "عمومی" | اصطلاحی که در قرآن (سوره نور، آیه 31) برای اشاره به روسری به کار رفته است. کلمه «حجاب» بیشتر با این معنا به کار می رود. |
| خمار (2)                      |         | معمولاً یک پوشش سر دایره ای با سوراخی برای صورت بریده شده است که معمولاً تا کمر پایین می آید. به تغییرات «بخنوق» و «چادر» در بالا توجه کنید که سبک یکسان اما طول های متفاوت هستند. |
| Kimeshek (kk:Кимешек)         |         | سرپوش سنتی زنان متاهل در قزاقستان، کاراکالپاکستان و قرقیزستان. |
| کورهارس                       |         | سرپوش سنتی زنان مجرد در اینگوشتیا. |
| لچک                           |         | روسری سنتی جشن زنانی که دارای پسر و دختر در ازبکستان و تاجیکستان کاملاً شبیه الچک و کیمشک است که فقط در مهمانی هایی که فقط زنان در آن حضور دارند پوشیده می شود (چون در حضور مردان صورت کاملاً بسته بود). https://moluch.ru/archive/47/5858/ |
| موکنا                         |         | اندونزی حجابی که تقریباً منحصراً برای نماز می‌پوشند. دور سر با دو رشته محکم می شود. رنگ ها معمولا سفید یا پاستلی هستند. |
| نقاب نقاب                     |         | حجابی که صورت و کل سر را می‌پوشاند اما جایی برای چشم‌ها بریده شده است (تصویر: سبکی که در یمن استفاده می‌شود). |
| نقاب (2)                      |         | مقنعه ای که بر روی پل بینی بسته می شود و پایین صورت را می پوشاند. به آن «نیم نقاب» نیز می گویند. |
| اورامال (kk:Орамал)           |         | یک دستمال سنتی که در آسیای مرکزی و قفقاز استفاده می‌شود (به نحوه نواربندی آن توجه کنید، گردن معمولاً با آن پوشانده نمی‌شود). در برخی از کشورها مانند ازبکستان به طور سنتی فقط در خانه استفاده می شد، در حالی که paranja در عموم محبوب تر بود. در کشورهای دیگر، مانند قزاقستان، معمولاً در عموم استفاده می شد. در قرقیزستان رنگ سفید نشانه ازدواج آن زن است. |
| پرنج                          |         | یک آسیای مرکزی لباس بیرونی سنتی که سر و بدن را می پوشاند، سنگین وزن و از موی اسب ساخته شده است. زمانی در جوامع ازبکستان و تاجیک رواج داشت. |
| صفسری، سفسری، صفسری یا سفسری  |         | حجاب سنتی تونس که توسط زنان پوشیده می‌شود، متشکل از یک تکه بزرگ پارچه کرم رنگ که تمام بدن را می‌پوشاند. |
| سلندانگ                       |         | در آسیای جنوب شرقی یک ارسی شانه چند منظوره است که می‌توان آن را برای حمل نوزادان و مواد غذایی به دور شانه‌ها بسته یا روی سر قرار داد. |
| شیلا                          |         | روسری بلند و مستطیل شکل، دور سر پیچیده شده و در محل شانه ها قرار گرفته یا سنجاق می شود. محبوب در کشورهای عربی خلیج فارس. |
| تقیه (کلاه)                   |         | - سین کیانگ - معمولاً بدون روسری پوشیده می شود و doppa نامیده می شود. تاجیکستان، ازبکستان - همیشه بدون روسری، به طور کلی tubeteika، doppa در ازبکستان و شمال تاجیکستان، و توکی در مناطق دیگر تاجیکستان استفاده می‌شود. - تاتارستان و قفقاز - همیشه با روسری پوشیده می شود - قزاقستان، قرقیزستان و کارکلپاکستان - فقط برای دختران کوچک پوشیده می شود       |
| ثاب                           |         | معمولاً زنان سودان زنان این کشور می پوشند. روکش پارچه‌ای رنگارنگ و بلند که معمولاً روی لباس یا پیراهن و دامن پوشیده می‌شود. در گذشته، توب توسط همه زنان سودانی پوشیده می‌شد، اما ترجیحات مدرن به سمت سبک‌های پوشاک امروزی تغییر کرده است. \|access-date=2023-05-16 \|language=en-US}}</ref>                                                                   |
| تودانگ                        |         | روسری در مالزی و اندونزی پوشیده شده است. در اندونزی، اصطلاح "kerudung" (در بالا) بسیار رایج تر است. |
| توربان                        |         | اصطلاح ترکی برای روسری که به طور مرتب در دو طرف سنجاق شده است. |